# Filago
Filago – miejscowość i gmina we Włoszech, w regionie Lombardia, w prowincji Bergamo.
Według danych na styczeń 2009 gminę zamieszkiwało 3208 osób przy gęstości zaludnienia 605,3 os./1 km².